# Vinnie Colaiuta
Vincent "Vinnie" Colaiuta (Brownsville, Pensilvania; 5 de febrero de 1956) es un reconocido baterista estadounidense. Recibió clases de batería cuando era niño y tuvo que esperar hasta los catorce años para conseguir su primer set. Destaca por su habilidad técnica y su versatilidad, gracias a lo cual ha tocado con una gran cantidad de artistas de estilos muy diversos.
Tras asistir a la Berklee College of Music por un año, ingresó en la banda de Christopher Morris desde 1976 hasta 1977. Tras ello, tocó sin éxito con algunas bandas, hasta que, con 22 años, se presentó a una audición para tocar con Frank Zappa, en la que tocó la difícil pieza "The Black Page". Entonces comenzó a trabajar con él y grabó "Tinsell Town Rebellion", "Joe's Garage" y "Shut Up' n Play Yer Guitar".
Después de tocar con Frank Zappa, tocó, sobre todo en estudio, para una gran cantidad de artistas de pop y rock como Luis Miguel, Joni Mitchell, Eric Clapton, Lynda Thomas, Gloria Trevi, Barbra Streisand, Chaka Khan, Leonard Cohen, Alejandro Sanz, The Beach Boys o Gino Vanelli; y para artistas de jazz como Chick Corea, Herbie Hancock, Quincy Jones, Jimmy Haslip o The Buddy Rich Big Band. También ha tocado con John Pattitucci, Joe Satriani, Mark Egan, Megadeth, Jeff Beck o Sting.
En 1994 grabó su primer y único disco como líder, con la banda homónima "Vinnie Colaiuta" con el sello Stretch.
Actualmente toca con artistas como Jeff Beck y Sting.
Cabe destacar que Colaiuta trabajó junto a Gustavo Cerati y Andy Summers en la canción en tributo de The Police llamada "Bring on the Night" ("Tráeme la noche") en español, interpretada vocalmente por Gustavo Cerati, exvocalista de la banda argentina Soda Stereo.
En 2017 colaboró tocando la canción "Alone" en el disco "40 Trips Around the Sun" de la banda californiana Toto, disco que vio la luz en el año 2018.

## Equipo

### Batería
Vinnie Colaiuta toca actualmente baterías de la marca Gretsch, marca a la cual regresó después de estar patrocinado por múltiples marcas como Ludwig, Yamaha, Heuer entre otras. Dentro de su set se destaca:
Gretsch USA Custom Signature Vinnie Colaiuta in Cobalt Blue Gloss Lacquer
7x8, 7x10, 8x12” Rack Toms
14x14, 16x16, 18x18” Floor Toms
18x22” Bass Drum
5x14”, 5x12” Snare Drums

### Platos
Actualmente usa platos Paiste, sobre todo de la serie 602 y la nueva serie que ha ayudado a desarrollar denominada "Modern Essentials".
Hi-hat: 15" Formula 602
Crash: 18", 20", 22" Thin Crash y 18" Medium Alpha Swish Crash
Ride: 24" Formula 602 Medium Ride
Splash: 8" y 10" Signature Reflector Splash
China: 22" serie 602
Anteriormente tocó platos Zildjian, con quienes ayudó a desarrollar la serie de platos A custom.

### Parches
Utiliza parches de la marca Remo.
Bombo: Pinstripe o Powerstroke III Clear
Caja y toms bateadores: Ambassador Coated y Clear
Toms resonantes: Ambassador Clear

### Baquetas
Usa las baquetas Vater Signature Vinnie Colaiuta. De hickory con punta tipo accorn tipo 5B aunque algo más cortas
Usa pedales y herrajes DW.

## Curiosidades
Cuando tocaba con Frank Zappa, durante un ensayo en el que estaba presente, entre muchas otras personas el baterista Terry Bozzio, tocaba a primera vista el complejo tema "Mo 'N Herb's Vacation" mientras comía sushi, se colocaba las gafas y pasaba las páginas de la partitura sin equivocarse.
Es mencionado en una canción de Frank Zappa llamada "Catholic Girls" bajo el pseudónimo de Mary.

## Discografía

### ConFrank Zappa
- Joe's Garage (1979)
- Saarbrucken (1979)
- Tinseltown Rebellion (1981)
- Shut Up 'n Play Yer Guitar (1981)
- The Man From Utopia (1983)
- Guitar (1988)
- Any Way the Wind Blows (1991)
- Strictly Commercial (1995)
- You Can't Do That on Stage Anymore, Vol. 1 (1988)
- You Can't Do That on Stage Anymore, Vol. 4 (1991)
- You Can't Do That on Stage Anymore, Vol. 6 (1992)
- The Lost Episodes (1996)
- Frank Zappa Plays the Music of Frank Zappa: A Memorial Tribute (1996)
- Have I Offended Someone? (1997)
- Son of Cheep Thrills (1999)
- Halloween  (2003)
- Trance-Fusion (2006)
- Buffalo (2007)

### ConJoni Mitchell
- Wild Things Run Fast (1982)
- Dog Eat Dog (1985)
- Night Ride Home (1991)
- Hits (1996)
- Misses (1996)
- Songs of a Prairie Girl (2005)

### ConSting
- Acoustic Live in Newcastle (1992)
- Ten Summoner's Tales (1993)
- Mercury Falling (1996)
- Brand New Day (1999)
- Sacred Love (2003)

- Datos: Q27747
- Multimedia: Vinnie Colaiuta / Q27747